# Michael Umeh
Michael Daniel Chukwuma Umeh (ur. 18 września 1984 w Houston) – amerykański koszykarz, występujący na pozycji rzucającego obrońcy, posiadający także nigeryjskie obywatelstwo - reprezentant tego kraju, obecnie zawodnik ESSM Le Portel Cote d'Opale.
12 listopada 2018 został zawodnikiem Polskiego Cukru Toruń.
29 października 2019 dołączył do rosyjskiego Awtodoru Saratów.
25 lutego 2020 zawarł umowę z francuskim ESSM Le Portel Cote d'Opale. 

## Osiągnięcia
Stan na 26 lutego 2020, na podstawie, o ile nie zaznaczono inaczej.
NCAA
- Uczestnik rozgrywek Sweet 16 turnieju NCAA (2007)
- Mistrz turnieju konferencji Mountain West (2007)
- Zaliczony do składu Mountain West All-Conference Honorable Mention (2005)

Drużynowe
- Mistrz II ligi:
  - włoskiej (2017)
  - hiszpańskiej (2011)
- Wicemistrz:
  - Polski (2019)[8]
  - II ligi hiszpańskiej (2010)
- Zdobywca pucharu II ligi włoskiej (2015, 2017)
- Finalista pucharu księżniczki Asturii (2010, 2011)

Indywidualne
- MVP kolejki EBL (27 – 2018/2019)[9]
- Uczestnik:
  - meczu gwiazd ligi izraelskiej (2016)
  - konkursu rzutów za 3 punkty EBL (2019)[10]

Reprezentacja
- Mistrz Afryki (2015)
- Brązowy medalista mistrzostw Afryki (2011)
- Uczestnik:
  - igrzysk olimpijskich (2016 – 11. miejsce)
  - Afrobasketu (2009 – 5. miejsce, 2011, 2015)